# Ennenda
Ennenda (toponimo tedesco) è una frazione di 2 726 abitanti del comune svizzero di Glarona, nel Canton Glarona.

## Geografia fisica
Ennenda ha una superficie di 22,24 km². Di questa superficie, il 35,5% è utilizzato per scopi agricoli, mentre il 37,7% è coperto da foreste. Del resto, il 3,8% è abitato (edifici o strade) e il restante (23%) è improduttivo (fiumi, ghiacciai o montagne).
Ennenda si trova sulla riva destra del fiume Linth, di fronte a Glarona, ai piedi del monte Schilt

## Storia

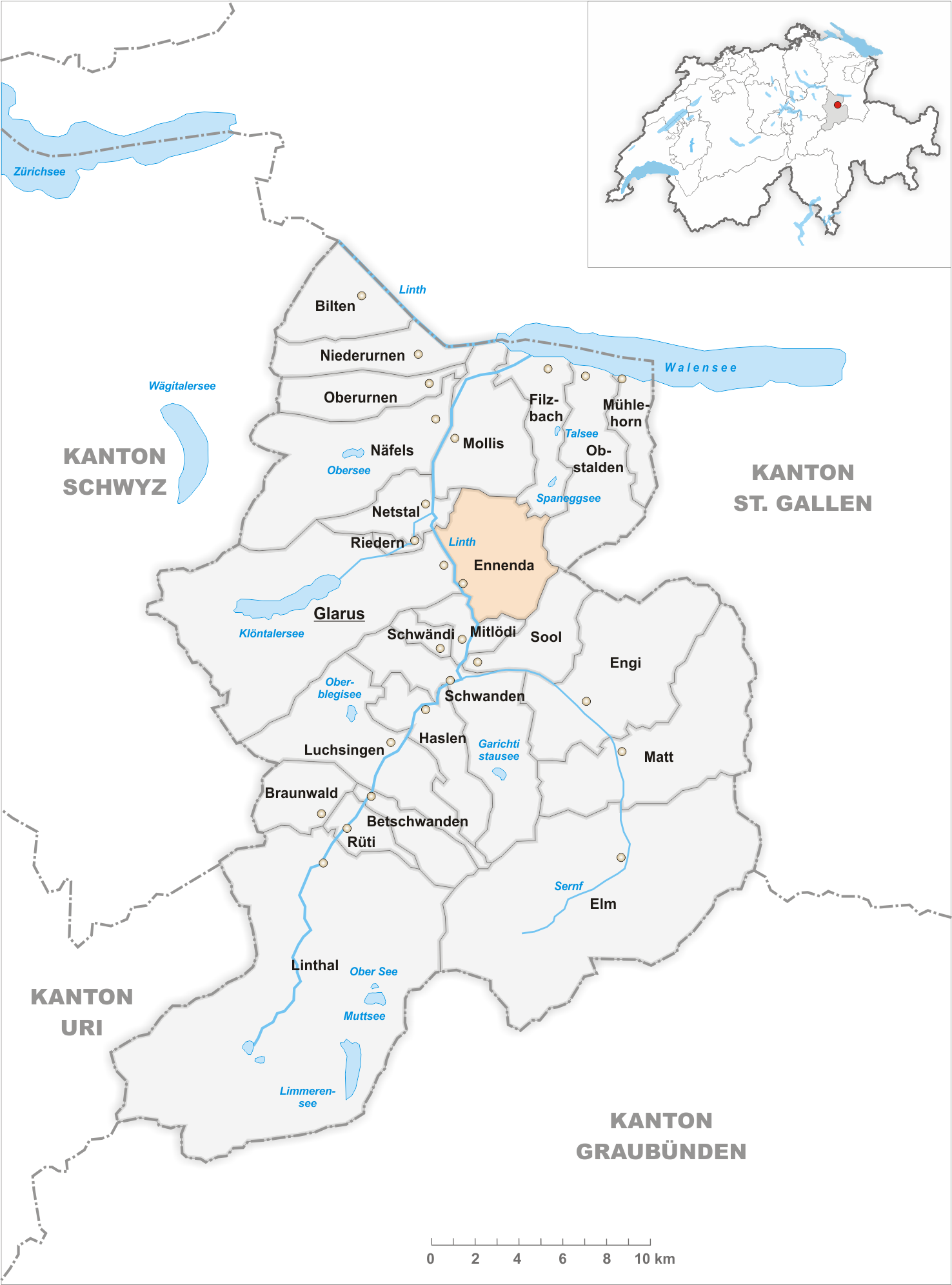
Il territorio del comune di Ennenda prima degli accorpamenti comunali del 2011

Già comune autonomo che si estendeva per 22,24 km² e che comprendeva anche le frazioni di Ennetberge, Ennetbühls e Sturmigen, il 1º gennaio 2011 è stato accorpato al comune di Glarona assieme agli altri comuni soppressi di Netstal e Riedern.

## Monumenti e luoghi d'interesse

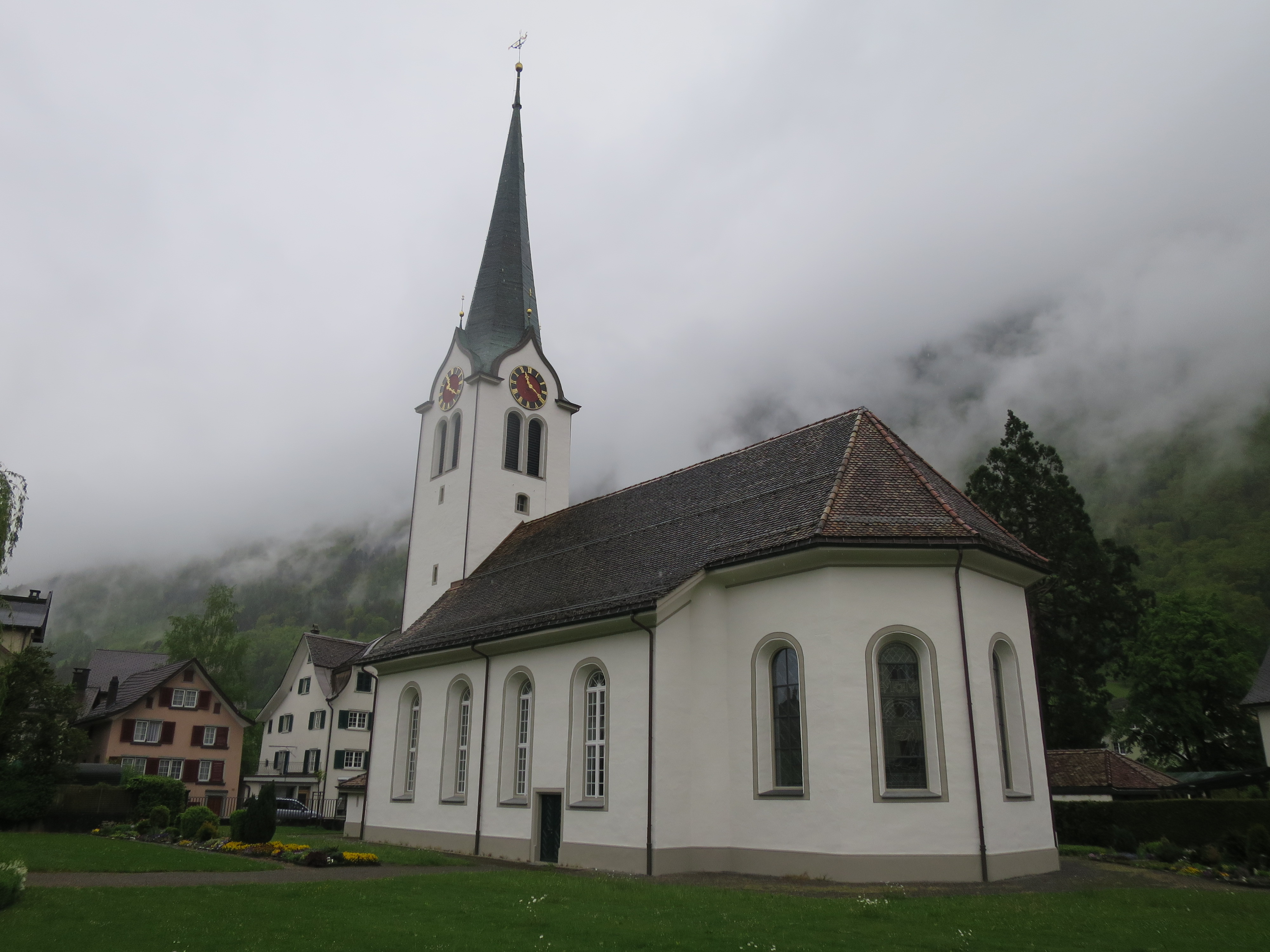
La chiesa riformata

- Chiesa riformata, eretta nel 1775[1].

## Società

### Evoluzione demografica
L'evoluzione demografica è riportata nella seguente tabella:
Abitanti censiti

## Economia
A Ennenda ha sede l'azienda Läderach, che dal 1962 produce cioccolato e ha oltre 700 dipendenti in tutto il mondo.

## Amministrazione
Ogni famiglia originaria del luogo fa parte del comune patriziale che ha la responsabilità della manutenzione di ogni bene comune.